# الكاراتيه في ألعاب البحر الأبيض المتوسط 2022
عُقدت منافسات  الكاراتيه في ألعاب البحر الأبيض المتوسط 2022 في وهران الجزائرية، في الفترة من 29 يونيو إلى 1 يوليو 2022.

## جدول الميداليات
*   البلد المضيف ( الجزائر)
| المرتبة | فريق            | ذهبية | فضية | برونزية | المجموع |
| ------- | --------------- | ----- | ---- | ------- | ------- |
| 1       | الجزائر*        | 4     | 2    | 0       | 6       |
| 2       | مصر             | 2     | 3    | 2       | 7       |
| 3       | اليونان         | 2     | 0    | 0       | 2       |
| 4       | تركيا           | 1     | 0    | 4       | 5       |
| 5       | كرواتيا         | 1     | 0    | 1       | 2       |
| 6       | إيطاليا         | 0     | 2    | 3       | 5       |
| 7       | تونس            | 0     | 1    | 1       | 2       |
| 8       | الجبل الأسود    | 0     | 1    | 0       | 1       |
| 8       | صربيا           | 0     | 1    | 0       | 1       |
| 10      | المغرب          | 0     | 0    | 3       | 3       |
| 10      | البوسنة والهرسك | 0     | 0    | 3       | 3       |
| 12      | إسبانيا         | 0     | 0    | 1       | 1       |
| 12      | فرنسا           | 0     | 0    | 1       | 1       |
| 12      | قبرص            | 0     | 0    | 1       | 1       |
| المجموع | المجموع         | 10    | 10   | 20      | 40      |

## الحاصلون على الميداليات

### رجال
| منافسة            | الذهبية                   | الفضية                     | البرونزية                                            |
| ----------------- | ------------------------- | -------------------------- | ---------------------------------------------------- |
| الكومتيه –60 كلغ  | Eray Şamdan · تركيا       | Ala Salmi · الجزائر        | Amr Aboukora · مصر Rayyan Meziane · فرنسا            |
| الكومتيه –67 كلغ  | Dionysios Xenos · اليونان | Luca Maresca · إيطاليا     | Ahmed Lotfy · مصر Marcos Tsangaras · قبرص            |
| الكومتيه –75 كلغ  | Oussama Zaid · الجزائر    | عبد الله عبد العزيز · مصر  | Luigi Busà · إيطاليا Hamza Turulja · البوسنة والهرسك |
| الكومتيه –84 كلغ  | يوسف بدوي · مصر           | Vladimir Brežančić · صربيا | Ivan Kvesić · كرواتيا Uğur Aktaş ‏ · تركيا            |
| الكوميتيه +84 كلغ | Anđelo Kvesić · كرواتيا   | Hocine Daikhi · الجزائر    | Rijad Džuho · البوسنة والهرسك Mehdi Sriti · المغرب   |

### سيدات
| منافسة            | الذهبية                    | الفضية                          | البرونزية                                                        |
| ----------------- | -------------------------- | ------------------------------- | ---------------------------------------------------------------- |
| الكومتيه –50 كلغ  | سيليا ويكان · الجزائر      | Reem Salama · مصر               | شيماء الحيطي · المغرب Alba Pinilla · إسبانيا                     |
| الكومتيه –55 كلغ  | لويزة أبوريش · الجزائر     | أحلام يوسف · مصر                | Veronica Brunori · إيطاليا Tuba Yakan · تركيا                    |
| الكومتيه –61 كلغ  | شيماء ميدي · الجزائر       | وفاء محجوب · تونس               | Nejra Sipović · البوسنة والهرسك Alessandra Mangiacapra · إيطاليا |
| الكومتيه –68 كلغ  | فريال أشرف · مصر           | Silvia Semeraro · إيطاليا       | نسرين بروك · المغرب Eda Eltemur · تركيا                          |
| الكوميتيه +68 كلغ | Kyriaki Kydonaki · اليونان | Milena Jovanović · الجبل الأسود | Meltem Hocaoğlu · تركيا شهناز الجامي · تونس                      |

## روابط خارجية
- الموقع الرسمي